# Angela Bulloch
Angela Bulloch (* 1966 in Ontario, Kanada) ist eine zeitgenössische Künstlerin.

## Leben und Werk
Bulloch studierte am Goldsmiths, University of London in London und hatte von 2001 bis 2002 eine Gastprofessur an der Akademie der Bildenden Künste in Wien. 1986 erhielt sie den Whitechapel Award für ihre künstlerische Tätigkeit und wurde 1997 für den Turner Preis nominiert.
In ihren Werken beschäftigt sich Angela Bulloch mit Skulpturen, Projektionen, Installationen und Videoinstallationen. Bulloch setzt sich in ihren Arbeiten häufig mit den Funktionsweisen und Ordnungsprinzipien von Regelsystemen auseinander, die unsere Umgebung und unser Verhalten organisieren. Die Künstlerin kombiniert Licht, Ton, Text, Video und Objekt zu multidisziplinären Installationen.
Seit 2018 ist sie Professorin für Zeitbezogene Medien an der Hochschule für bildende Künste Hamburg. Sie lebt und arbeitet in Berlin und London.

## Auszeichnungen
- 2011: Kunstpreis Junge Stadt sieht junge Kunst der Stadt Wolfsburg
- 2011: Vattenfall Contemporary

## Einzelausstellungen
- „To the Power of 4“, Wiener Secession, Wien, 2005
- „Angela Bulloch“, De Pont Museum, Tilburg, 2006
- „Repeat Refrain“, Enel Contemporanea / Museo dell’ Ara Pacis, Rom, 2007
- „Are you coming or going, around?“, Esther Schipper, Berlin, 2007
- Time and Line, Städtische Galerie Wolfsburg